# Districtul Bathia
Bathia este un district din provincia Aïn Defla, Algeria.